# Laurent Schaffter
Laurent Schaffter (* 20. November 1947) ist ein Schweizer Politiker (CSP).

## Leben
Schaffter wurde 2006 in die Kantonsregierung des Kantons Jura gewählt und steht dort dem Departement Environnement et équipement vor. Zuvor war er im Gemeinderat von Porrentruy und hatte später Einsitz im jurassischen Parlament. Im Amtsjahr 2007 war er Präsident der Regierung.
Er ist verheiratet, hat drei Kinder und wohnt in Porrentruy.